# 김예은 (1994년)
김예은(1994년 6월 12일 ~ )은 대한민국의 팝페라 가수, 뮤지컬 배우다.

## 방송
- 미스트롯3 (2023) - Top45

## 공연
- 팬텀 (2021)
- 마타하리 (2022)